# 西安县 (浙江省)
西安县，唐朝时设置，民国元年二月，改为衢县。在今浙江省衢州市境。
唐朝咸通（860年—874年）年间，改信安县为西安县。为衢州治所。元朝时，为衢州路治。元朝末年，朱元璋改衢州路为龙游府，又改为衢州府，西安县为衢州府治。永乐二十二年（1424年）建越王府（朱高燧），宣德二年（1427年），废除。清朝时，西安县亦为金衢严道治所。宣统三年七月（1911年8月7日），裁西安县并入衢州府，由府兼理县事。辛亥革命后，政权交替，1911年11月7日，成立衢州军政分府，兼理县事。民国元年（1912年）二月，废衢州军政分府，改西安县为衢县。